# Детроит
Детроит (енгл. Detroit) је највећи град у америчкој савезној држави Мичиген, а уједно је и седиште округа Вејн. По попису становништва из 2020. у њему је живело 639.111 становника.
Детроит су основали 1701. француски трговци крзном, а смештен је непосредно уз америчку границу са Канадом, уз реку Детроит, на супротној страни од канадског града Виндзора. Град је био најнасељенији био током педесетих година 20. века. По попису становништва из 1950. имао је 1.849.568 становника. Но, број становника се током година упола смањио па је град према попису из 2000. бројао 951.270. Упркос паду броја становника, Детроит је тренутно 18. најнасељенији град у САД, а његово метрополитанско подручје 2012. је имало 4.292.060 становника.
Детроит је данас најпознатији као средиште аутомобилске индустрије, а у њему се у јануару сваке године одржава Северноамерички међународни сајам аутомобила, највећи салон аутомобила на северноамеричком континенту. Осим у свету аутомобила, град има важну улогу и у свету музике, а управо због те две ствари често му се намећу надимци Мотор сити и Мотаун.
Детроит је јула 2013. године поднео захтев за банкрот, који је усвојен 3. децембра исте године.

## Географија
Детроит је смештен на северу САД, уз границу са Канадом. Налази се на реци Детроит насупрот канадског града Виндзора. Детроит је река која повезује језеро Ири са језером Сент Клер и даље језером Хјурон и чини важан пловни пут преко Великих језера. Река је заштићена као посебан природни резерват са много врста водених птица и сисара. У близини града се налази речно острво Бел. Детроит се налази на надморској висини од 183 m.
Клима је умерено-континентална. Зиме су хладне и са снегом, а лета врућа и влажна.

## Историја
Године 1701, Француз Антоан де ла Мот Кадилак је формирао станицу за купопродају коже уз коју је изграђено утврђење на реци Детроит. Сврха утврђења је била да заштити речне путеве од напада Британаца. Утврђење је названо Детроит, што би у француском преводу значило мореуз.
Детроит је 1805. године проглашен главним градом државе Мичиген (1847. године главни град постаје Лансинг), али је исте године у пожару који га је захватио изгорио до темеља. Град је поново изграђен у класичном француском стилу, а дизајнирао га је А. Вудвард.
Средином 19. века, Детроит је постао важан железнички и бродоградилишни центар. Крајем 19. вијека, многи иноватори и инжењери по први пут покушавају да прате развој ауто индустрије већ настале у Француској и Немачкој. Отворен је велики број мањих фабрика за производњу аутомобила. Једна од таквих је била и фабрика коју је основао Хенри Форд, 1903. године. 1896. године Хенри Форд је конструисао свој први ауто, да би већ 1913. године изумио „линијску производњу“, која га је и прославила јер је имала револуционарни значај у развоју ауто индустрије и града Детроита. Тако је и град добио свој надимак Motor City - Град Мотора.

## Демографија
Према попису становништва из 2010. у граду је живело 713.777 становника, што је 237.493 (25,0%) становника мање него 2000. године.
|                   | 2010.            | 2000.            |
| Укупно            | 713 777 (100,0%) | 951 270 (100,0%) |
| Афроамериканци    | 590 226 (82,69%) | 775 772 (81,55%) |
| Белци             | 55 604 (7,790%)  | 99 921 (10,50%)  |
| Хиспаноамериканци | 48 679 (6,820%)  | 47 167 (4,958%)  |
| Остали            | 11 709 (1,640%)  | 19 142 (2,012%)  |
| Азијати           | 7 559 (1,059%)   | 9 268 (0,974%)   |

## Партнерски градови
Партнерски градови Детројта су:
- Минск
- Тојота[6]
- Торино[7]
- Чунгкинг
- Дубаи
- Китве
- Насау

### Општинска влада и локална привредна комора
- Званични веб-сајт
- „City of Detroit”. Архивирано из оригинала 12. 12. 1998. г. Приступљено 26. 12. 2018.